# 戴維斯堡 (阿拉巴馬州)
戴維斯堡（英語：Fort Davis）是一個位於美國阿拉巴馬州梅肯縣的非建制地區。該地的面積和人口皆未知。

## 地理
戴維斯堡的座標為32°14′36″N 85°42′35″W / 32.24333°N 85.70972°W，而該地的平均海拔高度為95米（即312英尺）。